# Champions (équipe de 2016)
Cet article concerne l'équipe crée en 2016. Pour l'équipe crée en 1975, voir Champions de Los Angeles.
Les Champions sont une équipe de jeunes super-héros appartenant à l'univers de fiction de Marvel Comics. L'équipe est créée par Humberto Ramos et Mark Waid en 2016 dans le premier épisode de la nouvelle série Champions volume 2.

## Historique de la publication

### Création de l'équipe
À la suite de l'évènement Civil War II, beaucoup de jeunes super-héros ne veulent plus des querelles incessantes des adultes. Certains quittent les Avengers et forment ainsi une nouvelle équipe : les Champions.
Tom Brevoort, l'éditeur de la première série explique qu'ils cherchaient un nom pour se détacher des Avengers. L'équipe est qualifiée d'activiste et a une conscience sociale et une idée positive du rôle des super-héros. Les Champions, au contraire des Avengers ont des missions qui visent à arrêter l'injustice ou ceux qui ne veulent pas que le monde change. Ils ne se souvient pas de la forme de leur adversaire, ils combattent l'injustice quelle que soit sa forme, ils ne veulent pas seulement combattre des super-vilains.
Waid veut que l'équipe soit plus mobile que les Avengers, et que ses membres parcourent la planète.

### Champions(2esérie)
Le premier numéro sort en octobre 2016, la publication est mensuelle et s'arrête en décembre 2018,. La série compte 27 numéros au total, il s'agit de la deuxième série Marvel nommée Champions, la première étant celle des Champions de Los Angeles en 1975. C'est la première série centrée sur cette nouvelle équipe.
Une première équipe artistique composée de Mark Waid, Humberto Ramos, Victor Olazaba (encrage), Edgar Delgado (couleur), Clayton Cowles (lettrage) s'occupe des 18 premiers numéros (Nolan Woodard s'occupe également de la couleur pour les numéros 6 et 8). Le reste de la série est écrite par Jim Zub, où différents artistises se succèdent à ses cotés.
Un épisode annuel (Champions Annual 1) est lié à la série et sert de lien entre celle-ci et Champions volume 3. Il a été publié en décembre 2018.
La série début pendant l'évènement Civil War II, et s'inscrit dans la vague de relaunch Marvel NOW! 2.0. L'évènement Secret Empire est également abordé dans la série.

#### Artistes de la série
Les informations sur les artistes proviennent du site GCD.

##### Scénaristes de la série
- Mark Waid, nos 1-18
- Jim Zub, 19-27

##### Dessinateurs et encreurs de la série
- Humberto Ramos, nos  1-18
- Sean Izaakse, nos 19-21, 24-25
- Kevin Libranda, nos 22-23
- Francesco Manna, no 23
- Max Dunbar, nos 25-27

##### Coloristes de la série
- Edgar Delgado, nos 1-18
- Nolan Woodard, nos 6, 8, 25-27
- Marcio Menyz, nos 19-25
- Erick Arciniega, no 24

##### Lettreur de la série
- Clayton Cowles, nos 1-27

### Infinity Countdown: Champions
La série compte deux épisodes publiés en juin et juillet 2018,. Cette mini-série prend place dans l'évènement Infinity Countdown qui est un prélude à l'évènement Infinity Wars.
Elle est écrite par Jim Zub et dessinée par Emilio Laiso.

### Champions(3esérie)
La troisième série des Champions est la suite immédiate de la précédente. Sa publication s'est étendu de décembre 2019 à octobre 2020 avec une parution mensuelle pour un total de 10 numéros.
Jim Zub reprend son rôle de scénariste pour cette série.

#### Artistes de la série
Les informations sur les artistes proviennent du site GCD.

#### Scénariste de la série
- Jim Zub, nos 1-10

#### Dessinateurs et encreurs de la série
- Steven Cummings, nos 1-4, 7-10
- Juanan Ramírez, nos 5-6

##### Coloristes de la série
- Marcio Menyz, nos 1-10
- Erick Arciniega, no 1
- Federico Blee, no 3

##### Lettreur de la série
- Clayton Cowles, nos 1-10

### Champions(4esérie)
La dernière série en date compte comme la précédente 10 épisodes. La publication s'étend d'octobre 2020 à octobre 2021.
Le début de la série s'inscrit dans l'évènement Outlawed (comics) (en). Le comic book Outlawed en est d'ailleurs un prélude,,.
Eve L. Ewing s'occupe de l'écriture des 5 premiers numéros, et Danny Lore des 5 derniers.

#### Artistes de la série
Les informations sur les artistes proviennent du site GCD.

##### Scénaristes de la série
- Eve L. Ewing, nos 1-5
- Danny Lore, nos 6-10

##### Dessinateurs et Encreurs de la série
- Simone Di Meo, nos 1-2
- Bob Quinn, nos 2-5
- Luciano Vecchio, nos 6-10

##### Coloriste de la série
- Federico Blee, nos 1-10

##### Lettreur de la série
- Clayton Cowles, nos 1-10

## Biographie fictive de l'équipe

### Formation de l'équipe
Les trois anciens jeunes Avengers Ms. Marvel, Nova et Spider-Man constitue une nouvelle équipe qui aidera mieux les victimes des combats super-héroïques. Ils recrutent d'abord Amadeus Cho en l'aidant à secourir des mineurs pris au piège en profondeur après un éboulement. La deuxième recrue et la fille de la Vision : Viviane dit "Viv", qui aide les quatre héros à faire arrêter un trafiquant d'êtres humains.
Ensuite les Champions se réunissent pour faire plus ample connaissance et pour apprendre à utiliser leurs pouvoirs ensemble. Ils décident que Ms. Marvel sera la leader du groupe. Ils font la rencontre de Cyclope qui les espionnait (Cyclope est alors adolescent). Ce dernier demande s'il peut intégrer le groupe. D'abord méfiants car sachant comment Cyclope a fini (voir l'évènement : Avengers vs. X-Men), les Champions acceptent de l'incorporer dans l'équipe.

### Premières missions
L’équipe se rend au Sharzad (Asie du Sud) pour défendre les femmes victimes de fondamentalistes religieux. En revenant de mission un missile touche leur vaisseau. Atterrissant en plein Atlantique, ils sont capturés par des Atlantes sous prétextes que les Champions avaient viol&s leur espace aérien. L'équipe parvient à s'échapper et à rentrer chez eux.
Les Champions arrivent dans le comté de Daly, où les crimes racistes et les persécutions contre les minorités ont augmenté. Les Champions réussissent à éteindre l'incendie d'une mosquée. Après avoir trouvé les restes d'un appareil incendiaire, le shérif du comté se montre virulent contre les Champions. Ils remettent l'indice à l'adjoint qui traitera l'affaire. Alors que la tension monte, Gwenpool apparait et sème le chaos obligeant les Champions à fuir avec elle. Le groupe se réunit, Gwenpool pense qu'un super-vilain rend les gens racistes dans le conté, alors que Ms. Marvel soutient une thèse plus plausible : les discours du shérif raciste convainc les gens. Les Champions parlent à l'adjoint qui avait caché les preuves qui incriminent le shérif, de peur qu'il se fasse virer. Il est finalement convaincu de faire éclater la vérité au grand jour. Gwenpool ne rejoint pas l'équipe.

### Rivalité avec les Freelances
En parallèle, un autre groupe de jeunes gens avec des pouvoirs est créé : les Freelances. Le groupe appartient à une entreprise privée et l'utilise pour dégager des squatteurs ou protéger des forages de gaz de schiste de militants écologistes. Cette équipe, joue avec les émotions de deux SDF et les font se battre entre-eux. Déboussolés, les deux protagonistes vont portés plaintes à la police avec l'idée que ce sont les Champions qui les ont rendu dans cet état. Après s'être expliqués dans un poste de police, les Champions combattant les Freelances, qui expulsent de manière grossière des gens de leurs habitations ; celles-ci ayant été achetées par des magnats de l'immobilier pour construire des propriétés luxueuses. Les Champions gagnent le combat et obligent les Freelances à reconnaitre l'agression des deux SDF, ainsi que de s'excuser pour les expulsions. Cependant Panique, la cheffe du groupe rival, révèle aux Champions qu'elle a déposé leur nom et que celui-ci va être associé aux futures résidences de luxe et que les Freelances vont gagner de l'argent grâce à celui-ci. Finalement Nova réussit à détacher l'image du groupe de la marque Champions en appelant au boycott de celle-ci.
Viv part enquêter incognito à San Diego sur les Freelances. Elle croise alors le chemin du Criquet Nomade (Red Locust en VO) une apprentie justicière qui a besoin d'aide pour une mission. De fil en aiguille les deux héroïnes parviennent à démanteler une antenne d'un réseau de traite humain (voir ci-dessus).

### Secret Empire
Le groupe n'est plus que composé de Nova, Spider-Man et Hulk. Ils se rendent au Nouveau-Mexique près d'Albuquerque, pour tenter de sauver Ms. Marvel retenue supposément prisonnière dans un camp d'internement pour Inhumains. Sans aucune trace de Kamala, ils parviennent néanmoins à libérer le camp du joug d'HYDRA. Plus tard, après l'explosion de Las Vegas par l'HYDRA, les trois équipiers accompagnés de Patriot (Shaun Lucas), Faucon (Joaquin Torres), Guêpe (Nadia Van Dyne) et Ironheart tentent de trouver des survivants. Ils contemplent la destruction de la ville et les morts qui jonchent les rues. Ils ne trouvent finalement qu'un bébé à sauver.

### Collaboration avec les Vengeurs
Les Champions ont une aventure où ils réussissent à faire arrêter Pyscho-Man.
Après qu’une météorite en provenance de l’Anti-Terre aient été repérée se dirigeant vers la Terre les Champions font équipe avec les Avengers. Ils réussissent à stopper l’impact mais découvre que c'est un plan du Maître de l’évolution. Ensemble ils combattent les sbires du Maître, et réussissent à stopper ce dernier. Durant cet évènement, Viv est transformée en humaine, par le Maître de l'évolution et Vision construit une Viv 2.0. croyant sa fille morte.

### Nouvelle équipe
Pour pallier la perte des capacités de synthezoïde de Viv, les Champions recrutent quatre nouveaux membres : Patriot (Shaun Lucas), le Faucon (Joaquin Torres), le Criquet Nomade et Ironheart. Aidée par Nadia Van Dyne, Viv intègre sa conscience au corps de Viv 2.0. Dans le même temps Cyclope quitte l'équipe pour se consacrer pleinement aux X-Men.
La Guêpe (Nadia Van Dyne) a rejoint pleinement l'équipe depuis la dissolution de l'ancienne équipe des Vengeurs après l'arc narratif : Avengers jusqu'à la mort (Avengers: No Surrender en VO). Riri, Nadia et Amadeus ont construit le Bunker Mobile des Champions (Champions Mobile Bunker (CMB) en VO) qui sert de vaisseau-QG. La première mission de l'équipe consiste à vérifier le fonctionnement d'une balise qui mesure le niveau de glace au Nunavut. Arrivée sur place, l'équipe se fait attaquer par des drones. Les Champions vont face au Maître qui explique qu'il sauve le climat en reformant la glace des pôles, son but est de sauver la Terre pour avoir quelque chose à conquérir dans le futur. Les locaux sont quant à eux mécontents de cette appropriation de leurs terres par un étranger. Les Champions ne savent pas quel partie prendre et assistent à l'arriver de Captain Marvel et de l'Escadron Alpha. Après un bref combat, Spider-Man découvre Amka Aliyak, prisonnière dans le complexe. Celle-ci est possédée par Sila, un eprit de la nature inuit, qui lui permet de prendre la forme de différents animaux. Devant le fait accompli, les deux équipes se retournent contre le Maître et détruisent sa base. Amka rejoint alors les Champions et prend le pseudonyme de Snowguard.

### Infinity: Countdown
Avant l'évènement Inifinity, Thanos réussi à soumettre l'armée Shitaury. Les Champions, eux, poursuivent Warbringer qui a attaqué un avant-poste des Nova Corps. Warbringer veut tuer les Shitauri fidèles à Thanos, ce dernier accepte car il n'a que faire de ces créatures. Les Champions défendent alors les Shitauri contre Warbringer. Après l'avoir vaincu, le Nova Corps remercie le groupe. Mais un officier reprend le casque de Sam le privant de ses pouvoirs,.

### Weirdworld
Les Champions se rendent en Tanzanie pour enquêter sur des sources d'eau mystérieusement contaminées. L'équipe découvre que l'homme-chose est la cause de cette nuisance. Après un instance combat, il parvient à s'enfuir dans portail vers Weirdworld (le Pays Fantastique (en)) en emportant la Guêpe et Nova, et en blessant Viv. L'équipe parvient à rejoindre cette dimension grâce à un artefact offert à Amka par Sila. Cependant, seule Riri se rappelle le monde d'avant. Weirdworld ressemble à un monde de medieval fantasy, qui est dirigé par le Maître. Viv en fusionnant avec l'armure de Riri parvient à délivrer les membres de l'équipe de l'enchantement. Ils se souviennent désormais de ne pas appartenir à ce monde. Les Champions parviennent à rentrer dans leur dimension grâce à la magie du Man-Thing.

## Compositions de l'équipe
| Nom                    | Alias                         | A rejoint l'équipe                                                         | A quitté l'équipe                    | Commentaire                                                                      |
| ---------------------- | ----------------------------- | -------------------------------------------------------------------------- | ------------------------------------ | -------------------------------------------------------------------------------- |
| Kamala Khan            | Ms. Marvel                    | Champions vol. 2 no 1 (Octobre 2016) Champions vol. 3 no 10 (Octobre 2019) | Champions vol. 3 no 7 (Juillet 2019) | Cheffe d'équipe.                                                                 |
| Miles Morales          | Spider-Man                    | Champions vol. 2 no 1 (Octobre 2016) Champions vol. 3 no 10 (Octobre 2019) | Champions vol. 3 no 4 (Avril 2019)   |                                                                                  |
| Sam Alexander          | Nova                          | Champions vol. 2 no 1 (Octobre 2016) Champions vol. 3 no 8 (Août 2019)     | Champions vol. 3 no 4 (Avril 2019)   |                                                                                  |
| Amadeus Cho            | Hulk/Brawn                    | Champions vol. 2 no 1 (Octobre 2016)                                       |                                      |                                                                                  |
| Viviane Vision         | Viv                           | Champions vol. 2 no 1 (Octobre 2016)                                       |                                      |                                                                                  |
| Scott Summers          | Cyclope                       | Champions vol. 2 no 2 (Novembre 2016)                                      | Champions vol. 2 no 18 (Mars 2018)   | Vient du passé. Membre honoraire à partir de Champions vol. 4 no 4(février 2021) |
| Rayshaun "Shaun" Lucas | Patriot                       | Champions vol. 2 no 16 (Décembre 2017)                                     |                                      |                                                                                  |
| Joaquin Torres         | Falcon                        | Champions vol. 2 no 16 (Décembre 2017)                                     |                                      |                                                                                  |
| Fernanda Rodriguez     | Red Locust (Sauterelle Rouge) | Champions vol. 2 no 16 (Décembre 2017)                                     |                                      |                                                                                  |
| Riri Williams          | Ironheart                     | Champions vol. 2 no 16 (Décembre 2017)                                     |                                      |                                                                                  |
| Nadia Van Dyne         | La Guêpe                      | Champions vol. 2 no 19 (Avril 2018)                                        |                                      |                                                                                  |
| Amka Aliyak            | Snowguard                     | Champions vol. 2 no 21 (Juin 2018)                                         |                                      |                                                                                  |
| Lana Baumgartner       | Bombshell                     | Champions vol. 3 no 1 (Janvier 2019)                                       |                                      |                                                                                  |
| Qureshi Gupta          | Pinpoint                      | Champions vol. 3 no 1 (Janvier 2019)                                       |                                      |                                                                                  |
| Victor Alvarez         | Power Man                     | Champions vol. 3 no 1 (Janvier 2019)                                       |                                      |                                                                                  |
| Sooraya Qadir          | Dust                          | Champions vol. 3 no 5 (Mai 2019)                                           |                                      |                                                                                  |
| Tiana Toomes           | Starling                      | Champions vol. 4 no 5 (Mars 2021)                                          |                                      |                                                                                  |

## Apparitions dans les comics

### Comics V.F.

#### Panini Comics

##### Collection Marvel Now
| Titre              | Épisodes V.O. contenus    | Date de publication | ISBN              |
| ------------------ | ------------------------- | ------------------- | ----------------- |
| Champions : Tome 1 | Champions vol. 2 nos 1-5  | 7 novembre 2018     | 978-2-8094-7493-0 |
| Champions : Tome 2 | Champions vol. 2 nos 6-12 | 12 juin 2019        | 978-2-8094-7771-9 |

##### Collection Marvel Legacy
| Titre                                   | Épisodes V.O. contenus                                  | Date de publication | ISBN              |
| --------------------------------------- | ------------------------------------------------------- | ------------------- | ----------------- |
| Avengers/Champions: Mondes en collision | Champions vol. 2 nos 13-15 Champions vol. 1 nos 672-674 | 14 août 2019        | 978-2-8094-7832-7 |
| Champions d'un jour                     | Champions vol. 2 nos 16-21                              | 13 novembre 2019    | 978-2-8094-7927-0 |

##### Collection Marvel Next-Gen
| Titre                                                   | Épisodes V.O. contenus    | Date de publication | ISBN              |
| ------------------------------------------------------- | ------------------------- | ------------------- | ----------------- |
| Champions : Parce que le monde a encore besoin de héros | Champions vol. 2 nos 1-12 | 30 septembre 2020   | 978-2-8094-9247-7 |

### Liens Externes
- Champions sur le wiki Marvel français
- Champions sur le wiki Marvel anglais